# Praça do Comércio

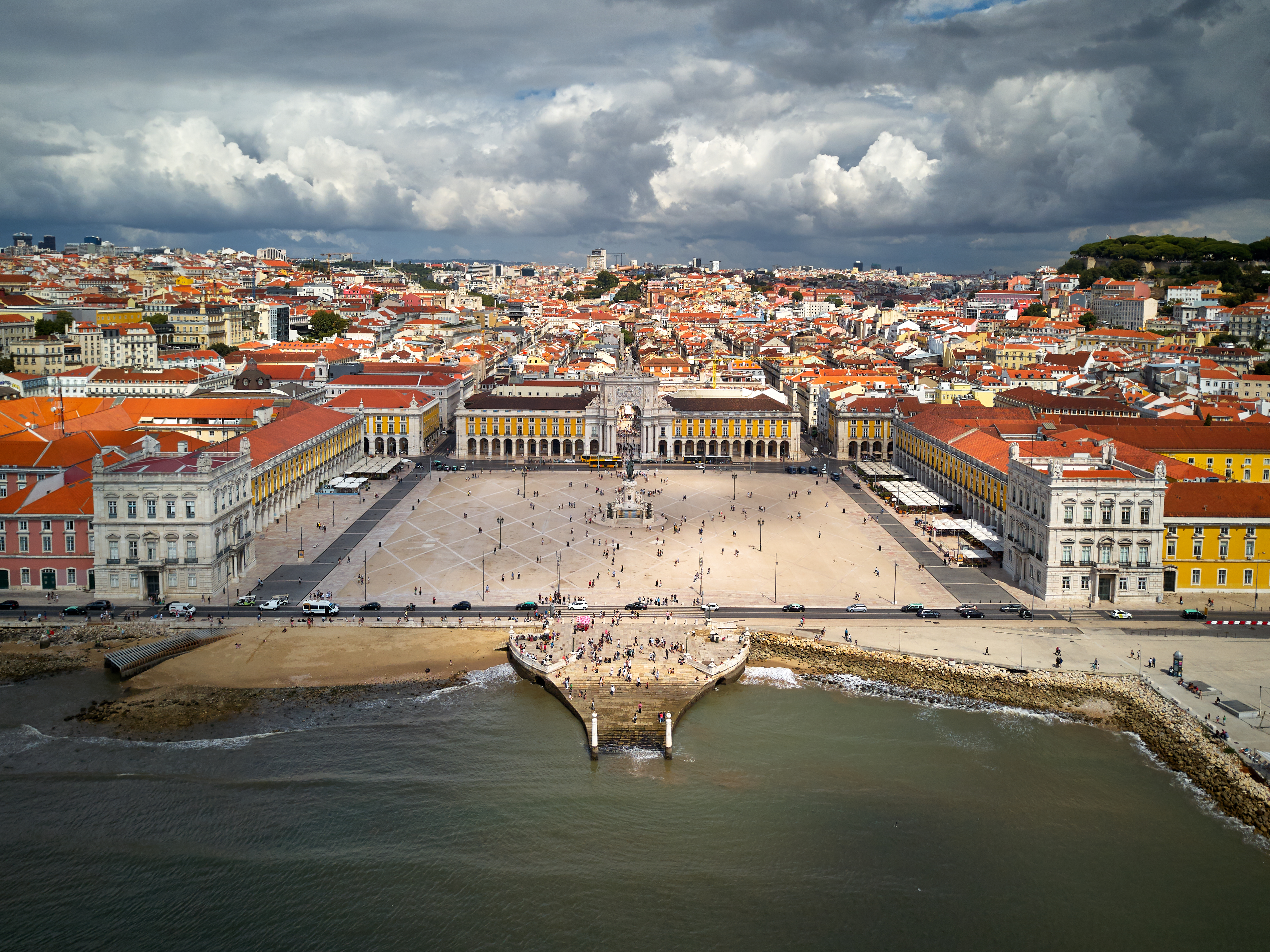
Praça do Comércio vid Tajo.

Praça do Comércio, även känt som Terreiro do Paço, är ett torg i den centrala stadsdelen Baixa i Lissabon. Torget är Lissabons största och nästan kvadratiskt till formen med omkring 175 meter långa sidor. I söder avgränsas det av floden Tajo (portugisiska: Tejo); övriga sidor kantas av arkader.  
Det byggdes på den plats där kungliga palatset Paço da Ribeira låg innan jordbävningen 1755. Mitt på torget står den 14 meter höga ryttarstatyn av Josef I av Portugal. Den uppfördes 1775 i brons av Machado de Castro(en).
På torgets norra sida, motsatt från Tajo, ligger Arco da Rua Augusta som är porten upp mot staden. Arco da Rua Augusta byggdes som ett minnesmärke över Lissabons återhämtning efter jordbävningen men stod inte färdig förrän 1873. Bortom triumfbågen sträcker sig gågatan Rua Augusta som leder upp till torget Praça do Rossio

## Bildgalleri

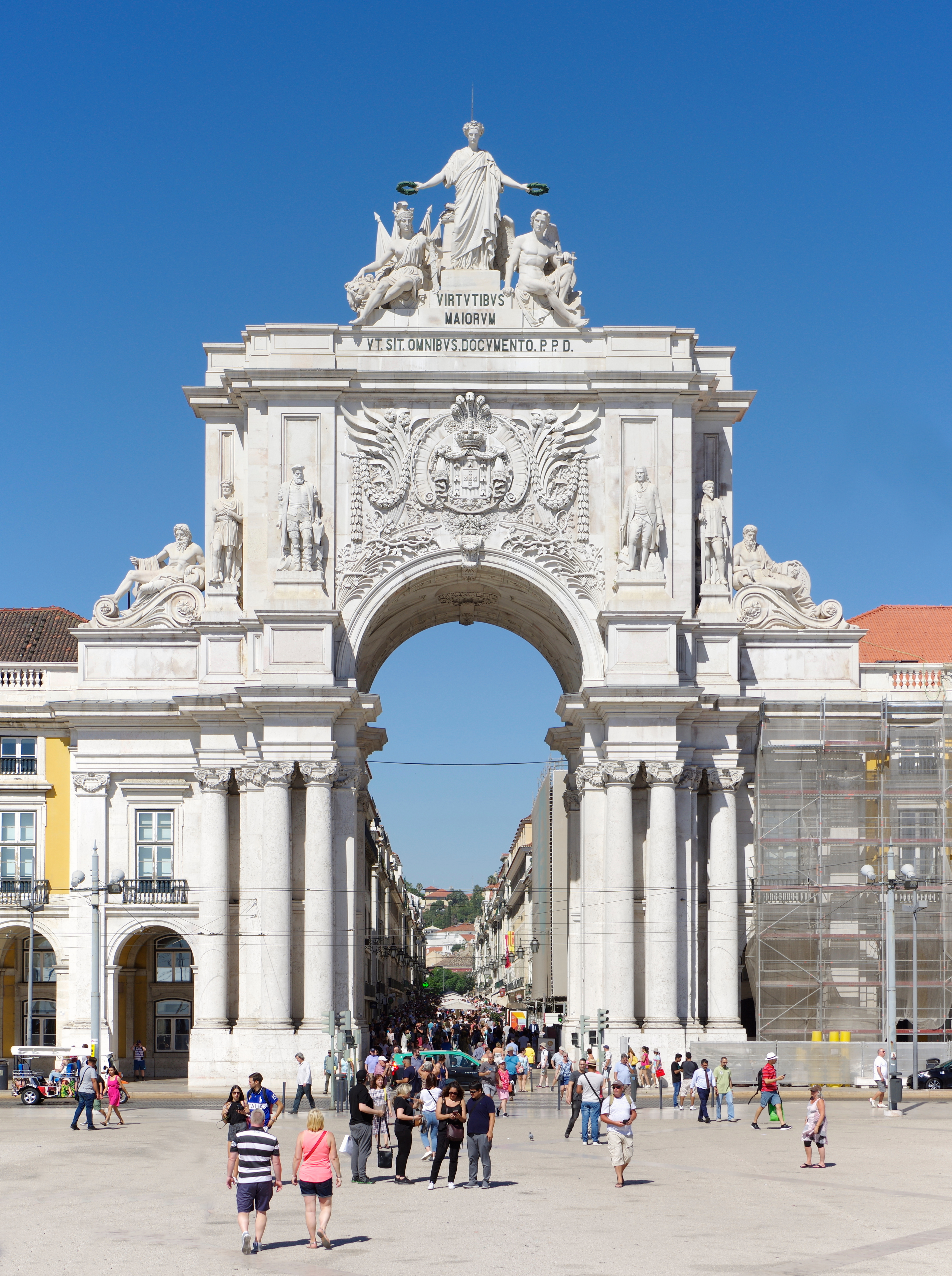
Arco da Rua Augusta.
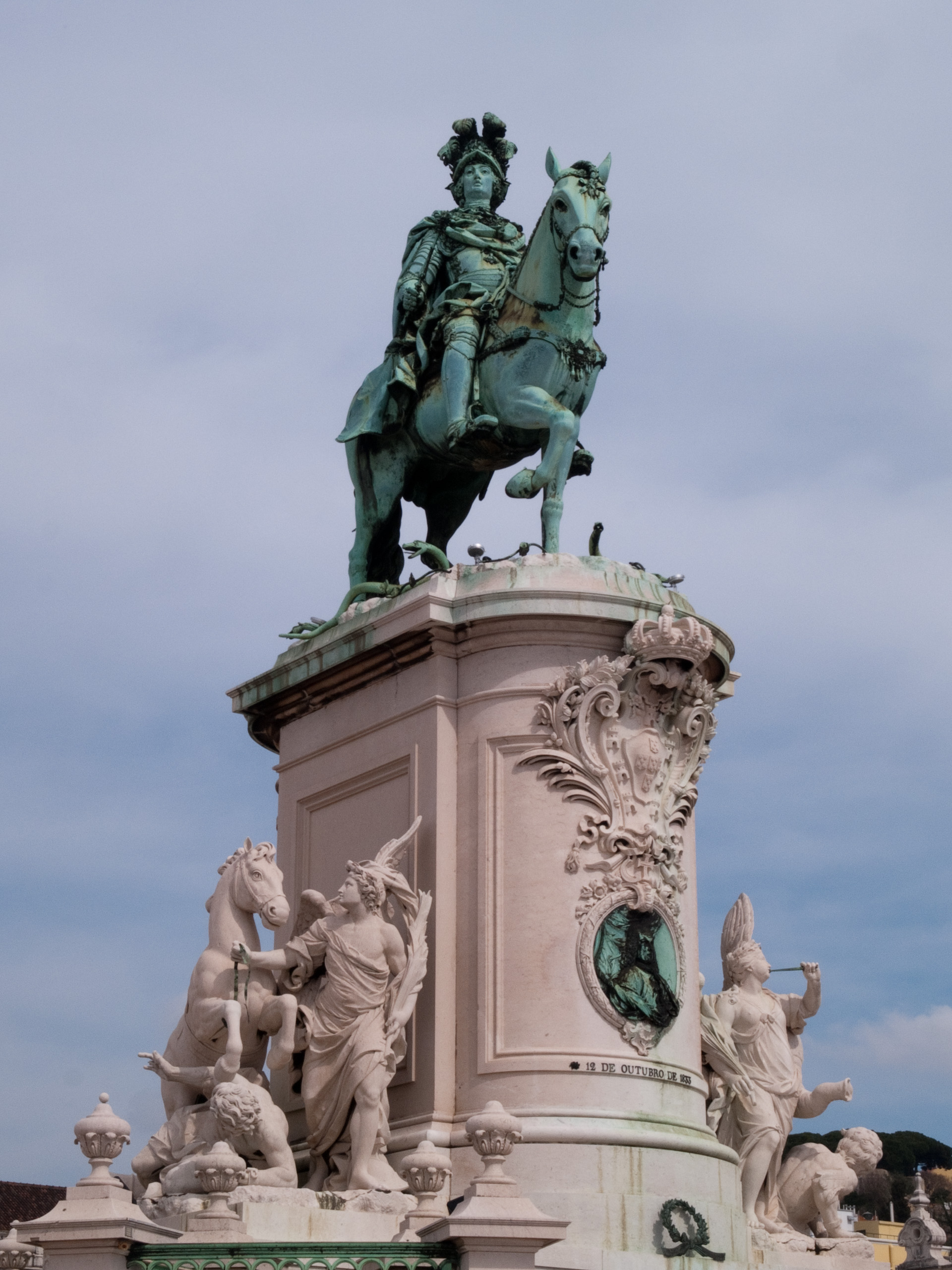
Ryttarstatyn av Josef I.
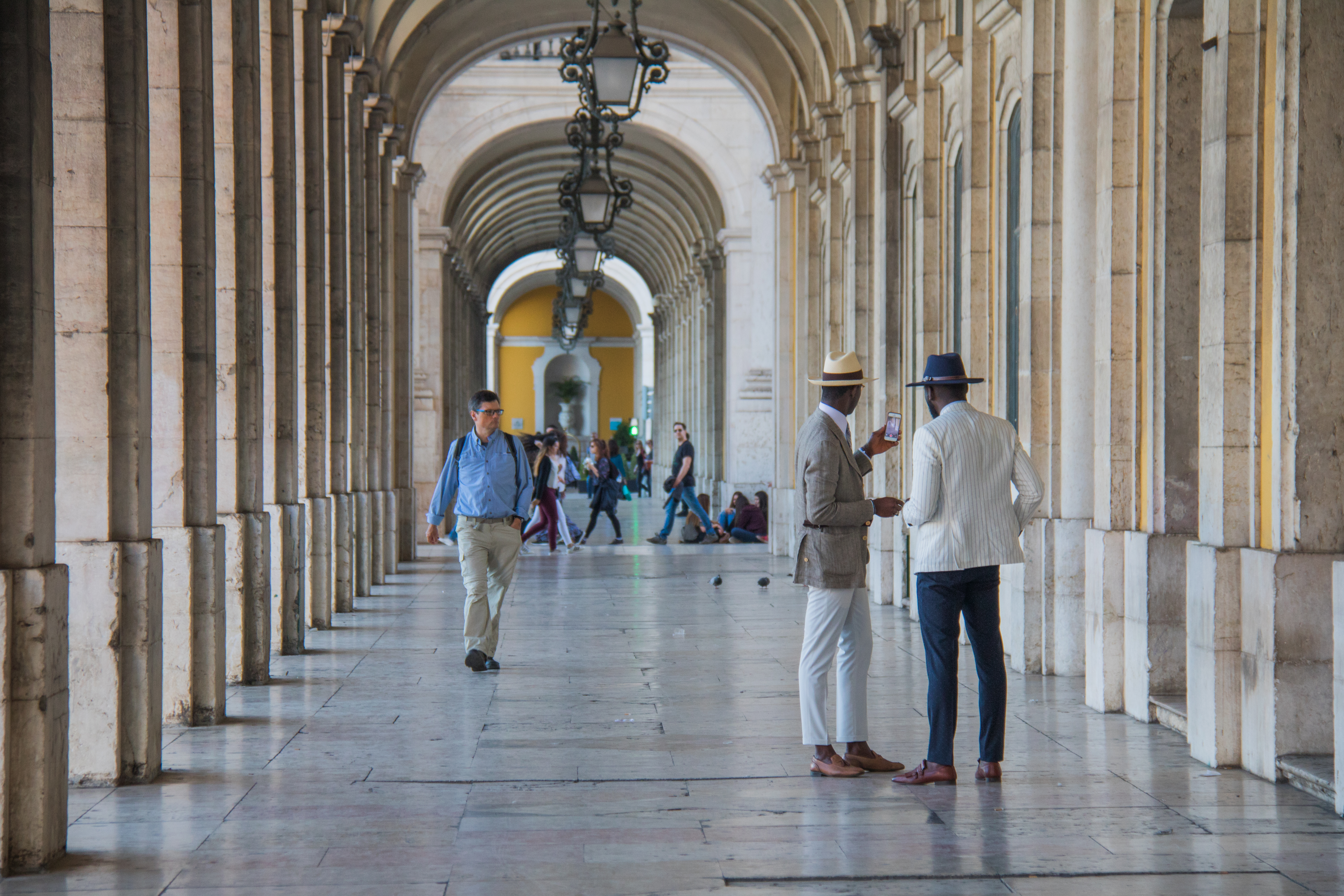
Arkader.
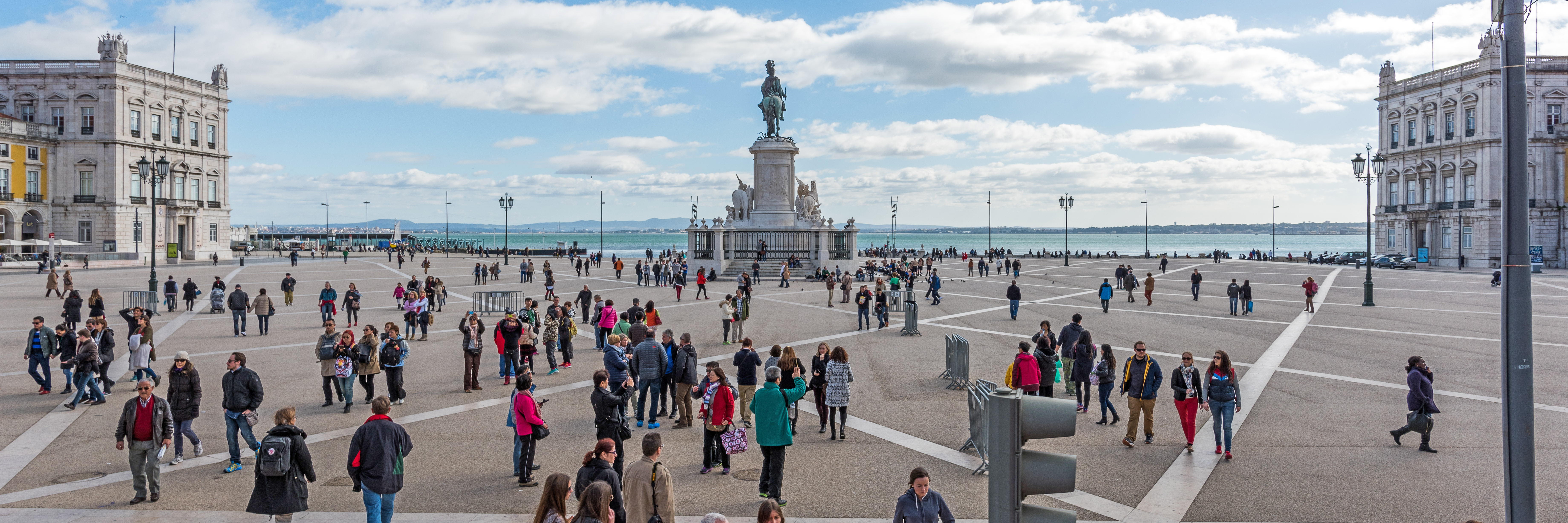
Torget från norr.